# Enno und Christa Springmann-Stiftung
Die Enno und Christa Springmann-Stiftung ist eine Stiftung in Deutschland. Sie wurde 1995 von Enno (1926–2017) und Christa Springmann (1929–2017) gegründet und hat ihren Sitz in Wuppertal.

## Beschreibung und Ziel
Das Stiftungsvermögen lag 2009 bei rund 760.000 Euro, das Fördervolumen bei 15.000 Euro; 2017 betrug das Stiftungsvermögen rund 900.000 Euro und das Fördervolumen 20.000 Euro.
Das Ziel der Stiftung ist die Förderung von Kunst und Kultur. Dies soll durch die Verleihung von Kulturpreisen für Wuppertaler Künstler erreicht werden. Der Bereich der Künstler erstreckt sich über alle Kulturbereiche. Des Weiteren soll die Kultur durch den Ankauf von Bildern und Kunstwerken für den Kunst- und Museumsverein Wuppertal, der sich als Förderverein des Von der Heydt-Museums versteht, gefördert werden.

## Tod des Stifterehepaares
Enno und Christa Springmann wurden am 20. März 2017 tot in ihrem Haus in Wuppertal-Ronsdorf aufgefunden. Die Polizei geht von einem Tötungsdelikt aus. Ein Enkel des Ehepaares und einer seiner Bekannten wurden im Juni 2017 als Tatverdächtige festgenommen; der Enkel wurde im November 2018 vom Landgericht Wuppertal zu lebenslanger Haft verurteilt.

## Preisträger
- 1998 – Theater in Cronenberg (TiC)
- 1999 – Müllers Marionetten-Theater, geführt von Ursula und Günther Weißenborn
- 2000 – Andreas M. Wiese, Maler
- 2000 – Ulle Hees, Bildhauerin
- 2001 – Lutz-Werner Hesse, Komponist
- 2001 – Jürgen Grölle, Maler
- 2003 – Michael Zeller, Schriftsteller
- 2003 – Udo Dziersk, Maler
- 2004 – Kay Stiefermann, Bariton
- 2004 – Thomas Braus, Schauspieler
- 2004 – Elena Fink, Sopranistin
- 2004 – Ingeborg Wolff, Schauspielerin
- 2005 – Steffanie Patzke, Sopranistin und Klarinettistin
- 2005 – Frank Breidenbruch, Bildhauer
- 2005 – Matthias Schlubeck, Panflötist
- 2006 – Jutta Höfel, Publizistin
- 2006 – Christa Bremer, Bildhauerin und Malerin
- 2006 – Karl Otto Mühl, Schriftsteller
- 2007 – Simone Bönschen, Sopranistin, Pianistin, Dirigentin
- 2007 – Wolfgang Schmidtke, Saxophonist und Komponist
- 2007 – Anne Linsel, Kulturjournalistin und Publizistin
- 2008 – Roswitha Dasch, Violinistin und Sängerin
- 2008 – Hildegard Harwix, Malerin
- 2008 – Maresa Lühle-Pitoll, Schauspielerin
- 2009 – Pina Mohs, Oboistin
- 2009 – Andreas Steffens, Schriftsteller und Philosoph
- 2009 – Christian von Grumbkow, Maler
- 2010 – Werner Dickel, Professor für Viola und Streichkammermusik
- 2010 – Ulli Weiss, Fotografin
- 2010 – Jo Ann Endicott, Solotänzerin und Choreografin
- 2011 – Nico Ueberholz, Architekt und Kommunikationsdesigner
- 2011 – Manuela Randlinger-Bilz, Solo-Harfenistin
- 2011 – Annette Marks, Malerin
- 2012 – Gerald Hacke, Klarinettist und Kammermusiker
- 2012 – Renate Flohr, Quilt-Künstlerin
- 2012 – Danae Dörken, Pianistin
- 2013 – Stefan Bräuniger, Maler
- 2013 – Dominique Mercy, Tänzer
- 2013 – Wolfgang Kläsener, künstlerischer Leiter der Kantorei Barmen-Gemarke
- 2014 – Christian Henkels, Fotograf
- 2014 – Gerhard Reichenbach, Konzertgitarrist
- 2014 – Thomas Voigt, Saxophonist, Dirigent und Arrangeur
- 2015 – Ines Pröve, Malerin
- 2015 – Hartmut Müller, Solo-Tubist
- 2015 – Trio „Wildes Holz“: Markus Conrads, Anto Karaula und Tobias Reisige, Musiker
- 2016 – Willy Berg, Solotrompete und Orchesterleitung
- 2016 – Anja Thams, Illustrationen und Grafik-Design
- 2016 – Thorsten Pech, Konzertorgel, Kompositionen, Orchesterleitung
- 2017 – ausgesetzt
- 2018 – Annika Boos, Sopranistin
- 2018 – Martin Heuwold, Graffiti- und Streetart-Künstler
- 2018 – Falk Plücker, Liedermacher und Kabarettist
- 2018 – Lennart Sippel, Sopran, ehemaliger Kurrendaner und seit einem Jahr Wiener Sängerknabe (Förderpreis)[10]
- 2019 – Gitarrenduo GolzDanilov (Gitarre)
- 2019 – Andrea Halstenbach (Mode/Design)
- 2019 – Ulrike Möltgen (Illustrationen)
- 2019 – TonTaler e. V. (Vokalensemble)[11]
- 2020 – Uwe Becker – Satire
- 2020 – Iris Marie Sojer – Oper, Mezzosopran
- 2020 – Klaus Tamm – Naturfotografie
- 2020 – Wuppertaler Kurrende – Chorgesang[12]
- 2021 – Gregor Eisenmann, Lichtinstallations-Künstler
- 2021 – Frank Niermann, Fotograf und Filmkünstler
- 2021 – Florian Franke, Sänger und Songwriter[13]
- 2022 – Dörte Bald, Komödiantin und Autorin
- 2022 – Mustafa El Mesaoudi, Betreiber des Rex Filmtheaters
- 2022 – Harald Krassnitzer, Schauspieler
- 2023 – Axel Fischbacher, Jazzmusiker
- 2023 – Eckehard Lowisch, Bildhauer
- 2023 – Kabarettungsdienst, politisches Kabarett, AG des Gymnasiums Johannes Rau
- 2024 – Lore Duwe, Tänzerin und Schauspielerin
- 2024 – Valentina Manojlov, Kuratorin des Urbanen Kunstraums Wuppertal
- 2024 – Salome Amend, Musikerin (Percussion, Mallets, Electronics)
- 2024 – Zupforchester der Musikhochschule Wuppertal
- 2024 – Bergische Musikschule

## Sonderpreise
- 2011 – Christa Bremer, „Gestaltung“
- 2011 – Julia Meer, Graphikerin
- 2011 – Pia Mingels, „Kunsthistorie“
- 2012 – Theater in Cronenberg (TIC), Theater
- 2013 – Jacqueline Pyrowicz, Fotografin
- 2014 – Theater in Cronenberg (TIC), Theater